# Bolszaja Kudara
Bokszaja Kudara (ros. Большая Кудара) – wieś w Rosji, w Buriacji, w rejonie kabańskim. W 2010 liczyła 740 mieszkańców.